# عبد القادر الفاسي الفهري
عبد القادر الفاسي الفهري (مواليد 20 أبريل 1947، فاس) خبير لساني دولي مغربي، وأستاذ باحث في اللسانيات العربية المقارنة، ورئيس جمعية اللسانيات بالمغرب. كرس أعماله لخدمة الفكر اللساني الحديث، وتطبيقاته على العربية، والسعي إلى بناء سياسات لغوية وتخطيطية عربية فاعلة وعادلة. له عدة مقالات ودراسات ومؤلفات بالإنجليزية والفرنسية والعربية في اللسانيّات المقارنة والتوليديّة، والسياسة اللّغويّة والتخطيط اللغوي والمعجم المولد.

## مسيرته[4]

### مولده وتعليمه
ولد عبد القادر الفاسي الفهري في 20 أبريل 1948 في فاس بالمغرب، وعاصر في طفولته العقد الأخير من الاحتلال الفرنسي.
تلقى تعليمه الأولي في فاس وأظهر تفوقا في الفرنسية والحساب، ثم نال الإجازة في اللغة العربية. وقد أراد التخصص في الفلسفة، غير أن الدروس كانت عقيمة -كما يقول- فاتجه إلى الاقتصاد، لكنّ فقه اللغة كان قدَرَه، وقد أتم دراساته العليا في جامعة السوربون بباريس حيث حصل على دكتوراه السلك الثالث سنة 1981.

### مناصبه
شغل منصب أستاذ الدراسات العليا للسانيات العربية والمقارنة في كلية الآداب والعلوم الإنسانية بالرباط، ومدير معهد الدراسات والأبحاث للتعريب في جامعة محمد الخامس بالمغرب من 1994 الى 2005.
وهو الرئيس المؤسس لجمعية اللسانيات في المغرب، وكان مديرا لمجلة "أبحاث لسانية". اختير عضوا في اللجنة الوطنية لإصلاح نظام التربية والتكوين بالمغرب بين 1999 و2003.
وهو محاضر مدعو إلى عدد من المؤتمرات والجامعات الدولية، ضمنها ستانفرد، وإم أي تي، وهارفرد، وباريس الثالثة والسابعة، وليدن، وشتوتغارت، وباحث مشارك في عدد من مشاريع البحث العلمي دولياً.
شغل منصب أستاذ لفرليوم (Leverlhume) في الجامعات البريطانية (2007-2008)، كما يشغل كعضو عامل بالمَجْمَع العربي الليبي. وهو عضو بمجلس أمناء مركز الملك عبد الله بن عبد العزيز الدولي لخدمة اللغة العربية بالرياض، وهو المشرف العلمي على "مجلة اللسانيات العربية"، التي تصدر من الرياض. كما يشغل عضوا بالمجلس العلمي لمعجم الدوحة التاريخي للغة العربية.

## فكره
يرى عبد القادر القاسي الفهري أن المغرب لم يعرف تاريخا لغويا قسريا، تدخلت فيه الدولة بالقهر والإرهاب لفرض لغة معينة على المواطنين، بل أن المغاربة تبنوا تلقائيا هوية ثلاثية التركيب، تجلت مرتكزاتها الأساسية الثلاث في الإسلام والعروبة والامازيغية. ويقول أنه من حسن حظ المغاربة أنهم لم يسلكوا منذ البدء غير طريق الاختيار، ولم يوظفوا القسر أو القهر في سياستهم اللغوية، فظلوا بذلك متعددين وموحدين ومتماسكين في نفس الوقت، حسب قوله.
| عبد القادر الفاسي الفهري | ...اللغة ليست هوية وسيادة فحسب، بل هي أيضا أداة للتنافس المرجعي الفكري والثقافي والتموقع الاقتصادي والإعلامي والرقمي، علاوة على التموقع السياسي.. فاللغة ليست مشكلا ثقافيا أو علميا أو تقنيا فقط، طبعا هذه المشاكل لها أهميتها، ولكن المشكل بالدرجة الأولى سياسي، فالأمر يتعلق بسيادة الدولة، ولا نهوض ولا تنمية، دون تحقيق الكرامة للإنسان، وحق المواطن في لغته جزء من كرامته. عبد القادر الفاسي الفهري، التجديد. | عبد القادر الفاسي الفهري |

## مؤلفاته[7]

### العربية
- العَدالة اللغَويَّة والنّظَامة والتَّخطيط[8]، دار كنوز المعرفة، عمّان، 2019.
- البناء الموازي الموسع، نظرية توليدية جديدة، دار كنوز المعرفة، عمّان، 2017، 3 طبعات.
- السياسة اللغوية في البلاد العربية: بحثا عن بيئة طبيعية، عادلة، ديموقراطية، وناجعة، دار الكتاب الجديد المتحدة، بيروت، 2013.[9]
- اللغة والهوية في الوطن العربي: إشكاليات تاريخية وثقافية وسياسية (كتاب جماعي)، (مقال عبد القادر الفاسي الفهري: لغة الهوية والتعلم بين السياسة والاقتصاد نموذج تماسكي تنوعي وتعددي)، المركز العربي للأبحاث ودراسة السياسات، بيروت، 2013.
- ذرات اللغة العربية وهندستها[10]، دراسة استكشافية أدنوية، دار الكتاب الجديد المتحدة، بيروت، 2010.
- أزمة اللغة العربية في المغرب، بين اختلالات التعددية وتعثرات "الترجمة"، منشورات زاوية، الرباط، ودار الكتاب الجديد المتحدة، بيروت، 2010.
- معجم المصطلحات اللسانية، إنكليزي-فرنسي-عربي (بمشاركة د. نادية العمري)، دار الكتاب الجديد المتحدة، بيروت، 2009.
- اللغة والبيئة: أسئلة متراكمة، الرباط: منشورات زاوية، 2007.
- حوار اللغة، (حوار أعدّه حافظ إسماعيلي العلوي مع عبد القادر الفاسي الفهري)، منشورات زاوية، دار أبي رقراق للطباعة والنشر، ط 1، الرباط، 2007.
- حماية اللغة، إشراف: عبد القادر الفاسي الفهري؛ إعداد: عبد الرزاق تورابي، أحمد برسول، خالد الأشهب، معهد الدراسات والأبحاث للتعريب بالرباط، 2004.
- اللغة العربية والبحث العلمي في تقرير التنمية الإنسانية العربية، إشراف: عبد القادر الفاسي الفهري؛ إعداد: عبد الرزاق تورابي، أحمد بريسول، منشورات معهد الدراسات والأبحاث للتعريب بالرباط، 2003.
- تعليم اللغة العربية والتعليم المتعدد إشراف: عبد القادر الفاسي الفهري، إعداد: كنزة بنعمر وفاطمة الخلوفي، معهد الدراسات والأبحاث للتعريب بالرباط، ماي 2002.
- أسئلة اللغة، إعداد عبد القادر الفاسي الفهري، عبد الرزاق تورابي، أحمد بريسول، معهد الدراسات والأبحاث للتعريب بالرباط، 2002.
- المركبات الاسمية والحدية في اللسانيات المقارنة (كتب جماعي)، إعداد: عبد القادر الفاسي الفهري، عبد الرزاق تورابي، محمد الرحالي، محمد غاليم، منشورات معهد الدراسات والأبحاث للتعريب وجمعية اللسانيات بالمغرب، ماي 1999.
- الترجمة والاصطلاح والتعريب: وقائع الندوة التي نظمها معهد الدراسات والأبحاث للتعريب، إشراف عبد القادر الفاسي الفهري؛ إعداد محمد الراضي، معهد الدراسات والأبحاث للتعريب بالرباط، 1999.
- المقارنة والتخطيط في البحث اللساني العربي، دار توبقال للنشر، الدار البيضاء، 1998.
- عربية الصحافة، إشراف: عبد القادر الفاسي الفهري، تنسيق: أحمد بريسول، معهد الدراسات والأبحاث للتعريب بالرباط، 1997.
- المعجمة والتوسيط، نظرات جديدة في قضايا اللغة العربية، المركز الثقافي العربي، بيروت، 1997.
- اللسانيات المقارنة واللغات في المغرب (وقائع ندوة)، التنسيق العلمي: عبد القادر الفاسي الفهري، منشورات كلية الآداب والعلوم الإنسانية بالرباط، 1996.
- البناء الموازي: نظرية في بناء الكلمة وبناء الجملة، دار توبقال للنشر، الدار البيضاء، 1990.
- المعجم العربي: نماذج تحليلية جديدة، دار توبقال للنشر، الدار البيضاء، 1986.
- اللسانيات واللغة العربية نماذج تركيبية ودلالية (جزءان)، دار توبقال للنشر، الدار البيضاء، 1985.

### الأجنبية
- Key Features and Parameters in Arabic Grammar. Amsterdam: John Benjamins, 2012.
- Issues in the Structure of Arabic Clauses and Words. Boston & Dordrecht: Kluwer Academic Publishers, 1993.
- Linguistique arabe : forme et interprétation, Rabat : Publications de la Faculté des lettres et sciences humaines, 1982.

## جوائز
حصل على عدد من ميداليات التميز من مؤسسات عربية وإسلامية ودولية، اعترافاً بخدماته للغة العربية واللسانيات العربية، من بينها:
- وسام العرش من درجة فارس، تسلمها من الملك الحسن الثاني.
- جائزة الاستحقاق الكبرى في الثقافة والعلوم، وزارة الثقافة المغربية (1992).
- جائزة الملك فيصل العالمية في اللغة العربية والأدب، الرياض (2006).